# ゴンザレス・コークス
ゴンザレス・コークス（Gonzales Coques、1614年か1618年の生まれ、1684年4月18日に埋葬）は、フランドルの画家、画商である。肖像画や歴史画を描いた 。有名な肖像画家、アンソニー・ヴァン・ダイク(1599-1641)のスタイルの追随者であったの「小ヴァン・ダイク（de kleine van Dyck）」の仇名で呼ばれた。

## 略歴
アントウェルペンの名家に生まれた。ピーテル・ブリューゲル(1564/1565-1636)の工房で絵を学んだ後、ライカールト(David Rijckaert(II): 1589-1642)という画家の弟子になった。
アンソニー・ヴァン・ダイクが1630年代の初めから、宮廷画家として名声をえていたイングランドへ旅したことがあったと推定されている。1640年か1641年に、アントウェルペンの聖ルカ組合に登録され、1643年に師匠のライカールトの娘と結婚した。(1674年に妻が亡くなった後、1675年に再婚した。）聖ルカ組合の役員を何度か務めた。
肖像画家として金持ちや貴族に人気になり、イングランド王チャールズ1世やスペイン領ネーデルラント総督フアン・ホセ・デ・アウストリア、オラニエ公フレデリック・ヘンドリック、ブランデンブルク選帝侯フリードリヒ・ヴィルヘルムらもコークスのパトロンもなった。
多くの画家たちとハウステンボス宮殿のオラニエの間 (Oranjezaal) に飾られる作品を描いた。当時一般的だった、他の画家との共作を多くの画家に依頼し、風景を描くのをジャック・ダルトワ(1613-1686)に依頼し、建物を描くのをアントン・へーリンク(Anton Ghering)やWillem Schubart von Ehrenbergといった画家に依頼し、室内はHendrik van Steenwijk de Jongereに、花などの静物はペーテル・ヘイセルス(Peeter Gijsels:1621-c.1690)に描くのを依頼した。
アンソニー・ヴァン・ダイクを手本に洗練された、肖像画を描いたことで知られる。

## 作品

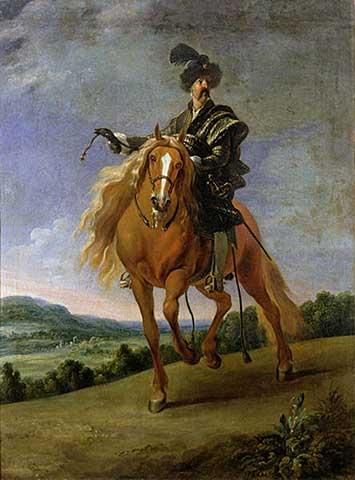
ヤン3世 (ポーランド王) Leeds Art Gallery
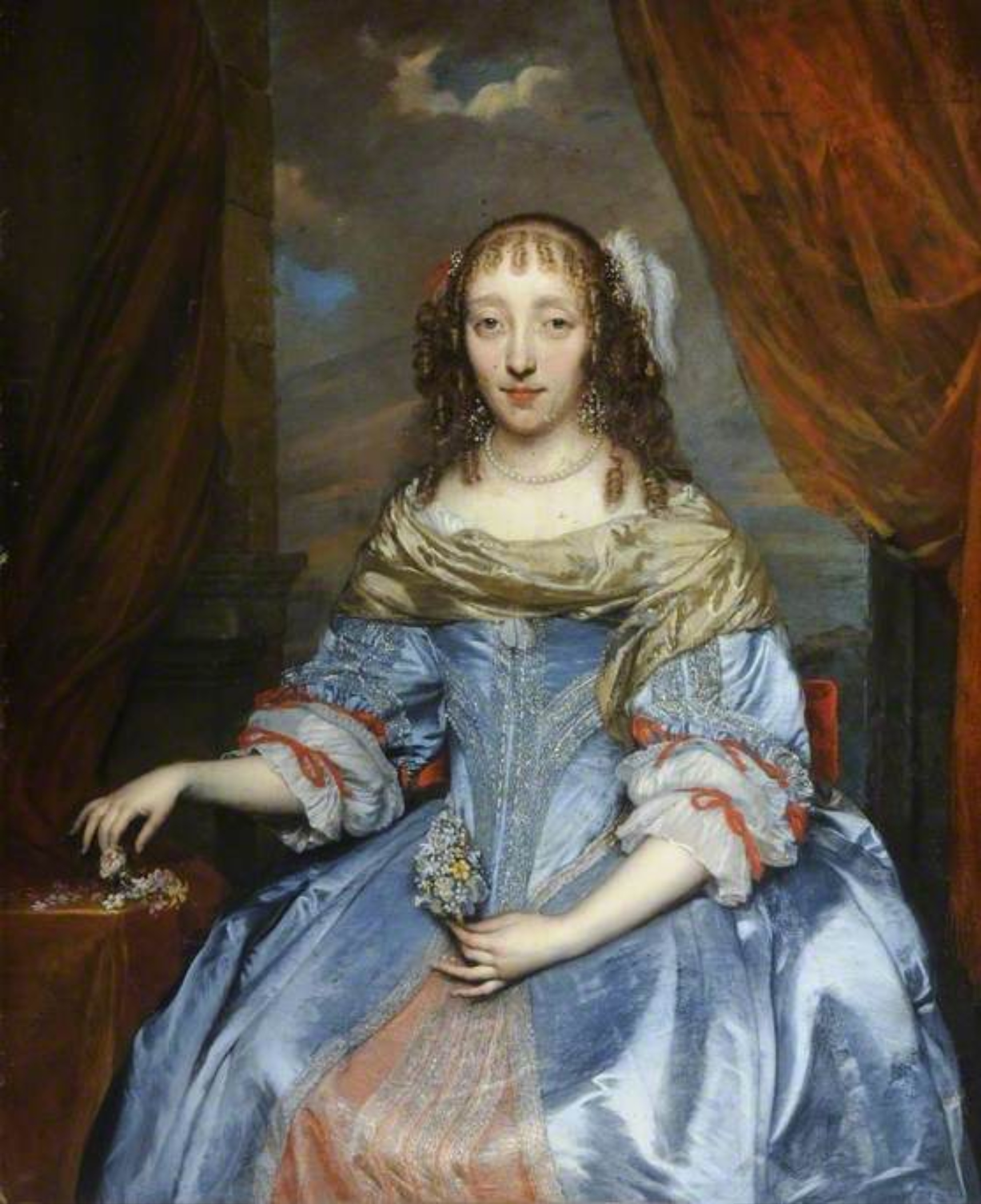
青いサテンのドレスの貴婦人の肖像画 (c.1640) Cannon Hall
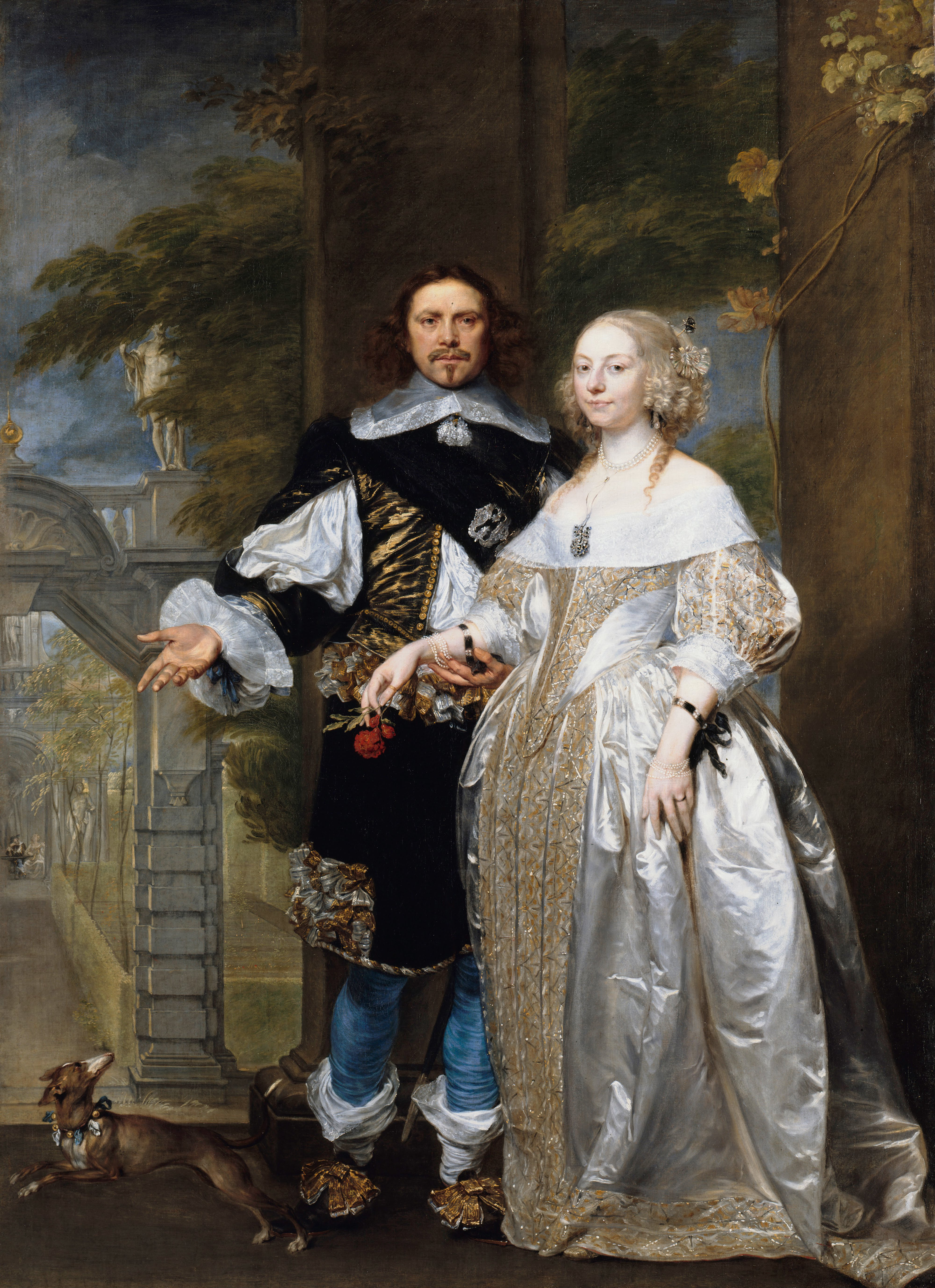
公園で結婚した夫婦
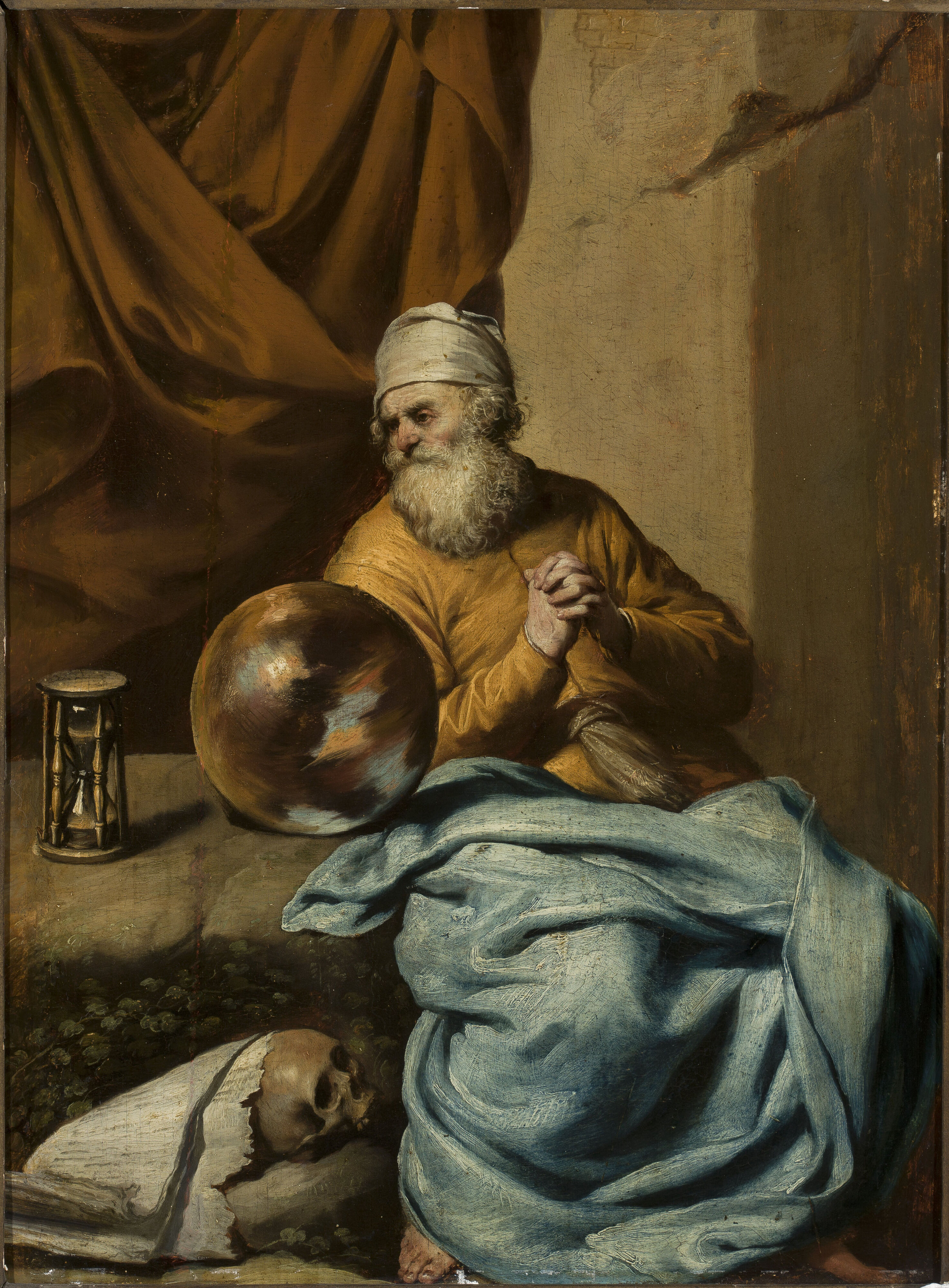
水晶球と頭蓋骨、本と老人 ワルシャワ国立美術館

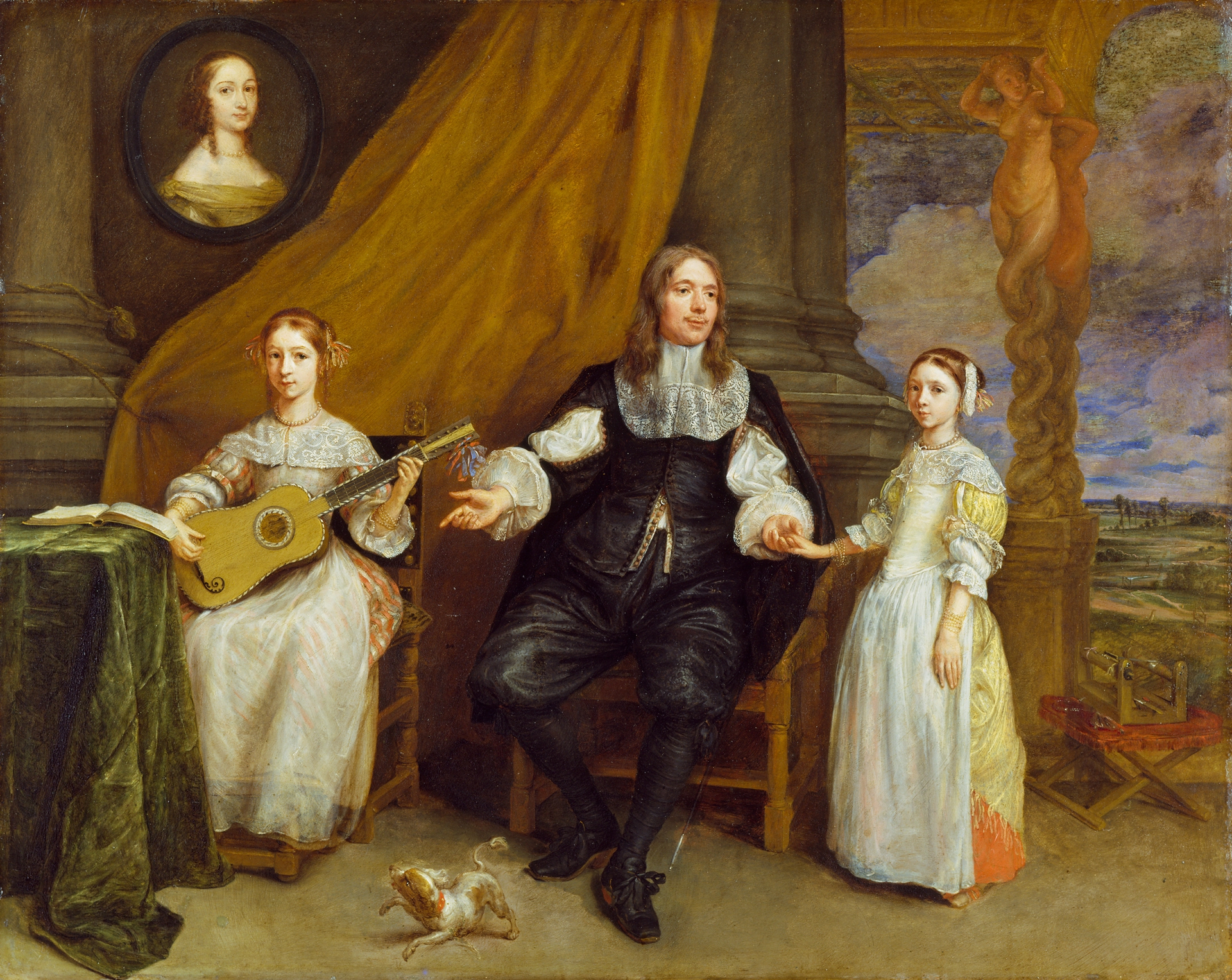
2人の娘といる紳士の肖像画 (c.1664) ウォレス・コレクション
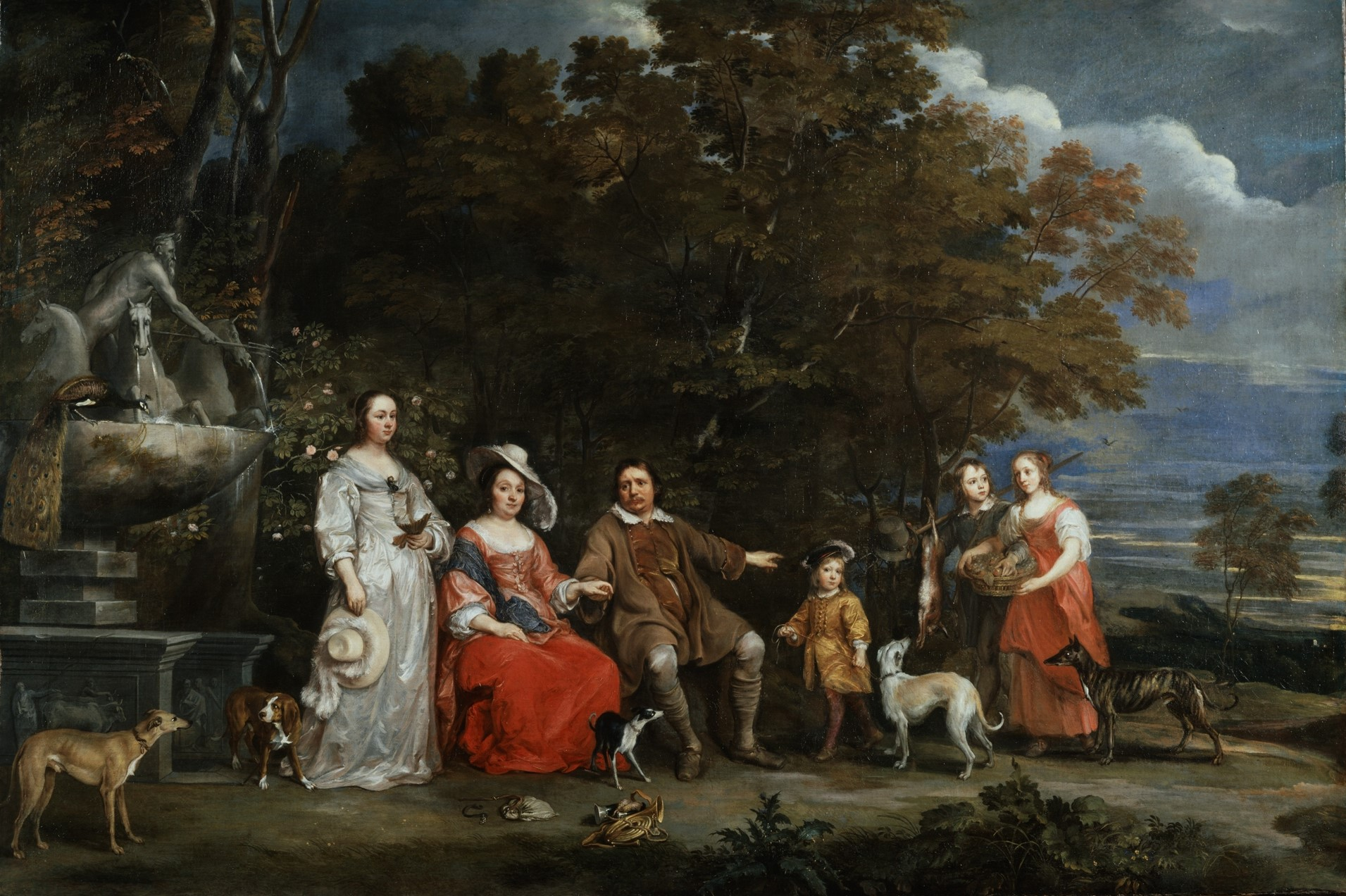
ある家族の集団肖像画 (1647) ウォレス・コレクション
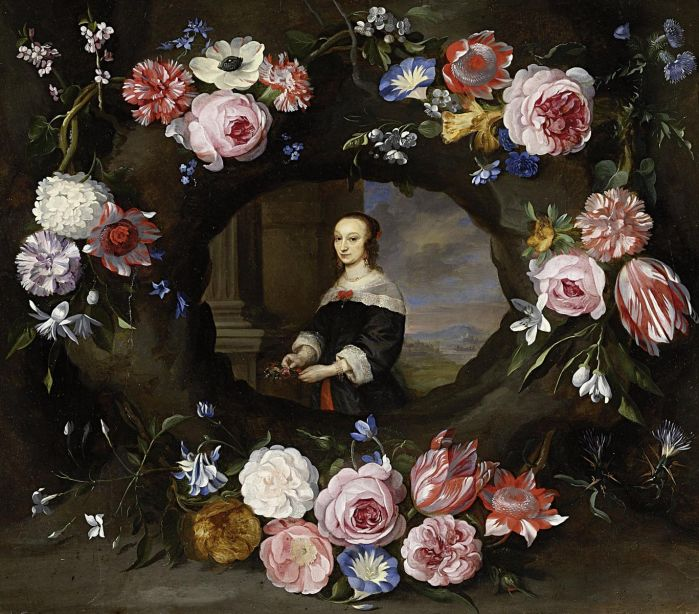
Pieter Gyselsと共作、花環図と女性の肖像画